# Semese Alefaio
Semese Alefaio – tuwalski piłkarz grający na pozycji obrońcy, reprezentant kraju.

## Kariera klubowa
W latach 2003–2007, Alefaio występował w tuwalskim klubie Nauti FC, który zdobył w tym czasie dwa tytuły mistrza kraju.

## Kariera reprezentacyjna
W 2003 roku podczas Igrzysk Pacyfiku, Alefaio reprezentował Tuvalu w dwóch spotkaniach. W meczu przeciwko reprezentacji Kiribati, wystąpił w podstawowym składzie, jednak w 61. minucie zmienił go Mahafe Nakala. W meczu przeciwko reprezentacji Vanuatu, Alefaio znalazł się w wyjściowej jedenastce zespołu i rozegrał całe spotkanie. Tuvalu jednak nie liczyło się w walce o wyższe miejsca.
Podczas eliminacji do Mistrzostw Świata w 2010 roku, Alefaio reprezentował Tuvalu w trzech spotkaniach. W pierwszym meczu eliminacji (przeciwko reprezentacji Fidżi), Alefaio wyszedł w podstawowym składzie, a w 63. minucie meczu został zmieniony przez Matiego Fusiego. W kolejnym meczu, (przeciwko Nowej Kaledonii) Alefaio był jedynie rezerwowym. W trzecim spotkaniu (przeciwko Polinezji Francuskiej) zawodnik ten wybiegł na boisko dopiero w 85. minucie meczu, zmieniając Fulisagafou Haumę; w ostatnim meczu eliminacji (przeciwko drużynie Wysp Cooka), zawodnik ten, podobnie jak w poprzednim meczu, był zmiennikiem; w 81. minucie wszedł za wspomnianego wyżej Haumę. W wymienionych spotkaniach Tuwalczycy odnieśli trzy porażki i jeden remis, tracąc przy tym 22 gole. Ostatecznie, reprezentacja tego kraju zajęła ostatnie miejsce w swojej grupie i nie odniosła awansu do kolejnej fazy eliminacji.